# Dominique Starck
Dominique Starck (* 1956) ist ein Schweizer Gitarrist, Komponist und Musiklehrer.

## Leben
Dominique Starck stammt aus einer Strassburger Musikerfamilie, in der das musikalische Erbe von Generation zu Generation weitergegeben wurde. In seiner Jugend spielte er als Gitarrist und Komponist in verschiedenen Bandformationen. Er studierte am Konservatorium und an der Musikhochschule Zürich bei Gertrud Brun und Walter Feybli und schloss 1978 mit dem Konzertdiplom mit Auszeichnung ab. Bei Josef Haselbach studierte er Komposition und widmete weitere Studien orientalischer, fernöstlicher und afrikanischer Musik.
Seine Kompositionen wurden auch beeinflusst durch Musik-, Alexander- und Qigong-Studien bei L. Jeng-Chun Chen (Taiwan) und Studien afrikanischer Musik bei Cheikh Tidiane Niane (Senegal).
Dominique Starcks kammermusikalische Konzerttätigkeit führte ihn mit dem Johannes Kobelt Quartett und verschiedenen anderen Formationen (Jazz und Klassik) durch Europa und die USA. Dabei entstanden zahlreiche CD-, Radio- und TV-Aufzeichnungen.
Durch Forschungsarbeiten mit Balthasar Staehelin (Universität Zürich), John Buttrick (Musiktherapeut USA) und die Begegnungen mit Massais in Afrika und Native Indians in den USA vertiefte Dominique Starck sein langjähriges Interesse für die therapeutischen Aspekte der Musik.
Mit der Jubiläums-CD Remastered Guitar Works 1990–2010 erlangte Dominique Starck 2016 den Akademia Award USA for the best Ambient Instrumental Album. Weiter entstanden Aufnahmen mit Dechen Shak Dagsay (Tibet) für ihre CD Jewel (Universal Music) 2010.
2015 erschien The Two Cosmic Octaves mit Harda Müller, Monochord und Dominique Starck, Gitarren. 2016 erfolgte die Gründung des Duos mit Marco Käppeli (Perkussion) und des Ensembles «Mono Soma» (Sound-Meditation) mit Silvan Winkler (Monochord, Koto, Pads) und Eva Luna Benedetti (Stimme). Das Ensemble Mono Soma gibt regelmässig Konzerte in verschiedenen Städten der Schweiz. Die Musik von Mono Soma wird auch für Meditation und Yoga angewendet.
In den letzten 20 Jahren entstanden Meditationsmusik und eine von Dominique Starck begründete Methode des Chantings und Bewegens, das Chakra-Chant-Move (Atem, Klang, Visualisation und Bewegung), ein Weg der Selbstentfaltung.
2019 erschien sein Buch "Chanting: Himmel und Erde verbinden" im Chalice Verlag.
Ende 2020 erschienen die 4 Alben "Yellow Sphere", "Green Sphere", "Red Sphere" und "Blue Sphere" mit dem Pianisten und Keyboarder Marcus Reichard.
Bei dieser harmonisch-atmosphärischen Meditationsmusik entspricht jedes Album einem Farbenklang und wurde in zweijähriger Aufnahmearbeit in der bis ca. 1900 allgemein geltenden Stimmung mit dem Referenzton A = 432 Hz eingespielt, begleitet vom Toningenieur und Sound-Designer Steven Parry und der Sängerin Marion Weik.
2021 entstand das Album "Zenter" ebenfalls mit Marcus Reichard und Anfang 2022 erschien "Barocksonaten remastered" mit dem Cellisten Claude Starck.

## Werke

### Musikaufnahmen
(Quelle:)
- Barocksonaten. (mit Claude Starck, Cello), DNDS 1031
- Diamond. (mit Daniel Neukom, Flöte), DNDS 1223-2
- Chalice. Werke von Frescobaldi, Bach, Albeniz, Starck und anderen, DNDS 1224
- Inner Movements. Claves 50-9216
- Journey Within. DNDS 1028-2
- Remastered Guitar Works 1990–2010. DNDS Records
- Die Sphäre der Poesie. (mit Louis Jeng-Chun Chen, Flöte), DNDS 1061
- Tune In. DNDS Records 21023
- Winds. DNDS 3112-2
- The Two Cosmic Octaves. mit Harda Müller, Monochord.
- Yellow SPHERE 50’ mit Marcus Reichard, Klavier und Keyboard, DNDS Records 7761
- Green SPHERE 47’ mit Marcus Reichard, Klavier und Keyboard, DNDS Records 7762
- Red SPHERE 41’ mit Marcus Reichard, Klavier und Keyboard, DNDS Records 7763
- Blue SPHERE 51’ mit Marcus Reichard, Klavier und Keyboard, DNDS Records 7764
- Zenter mit Marcus Reichard, Klavier und Keyboard, DNDS Records
- Barocksonaten remastered,  mit Claude Starck, Cello, DNDS 1031

### Bücher
- Alchemie der Oktave. Arbor, Freiamt 1997, ISBN 3-924195-30-7.
- Heilendes Chanting. Buch und Übungs-CD. AT, Aarau 2011, ISBN 978-3-03800-534-6.
- Chanting: Himmel und Erde verbinden. Chalice Verlag, 2019, ISBN 978-3-942914-36-9.